# Ponthieva rinconii
Ponthieva rinconii är en orkidéart som beskrevs av Gerardo A. Salazar. Ponthieva rinconii ingår i släktet Ponthieva och familjen orkidéer. Inga underarter finns listade i Catalogue of Life.